# Barriera di Coulomb

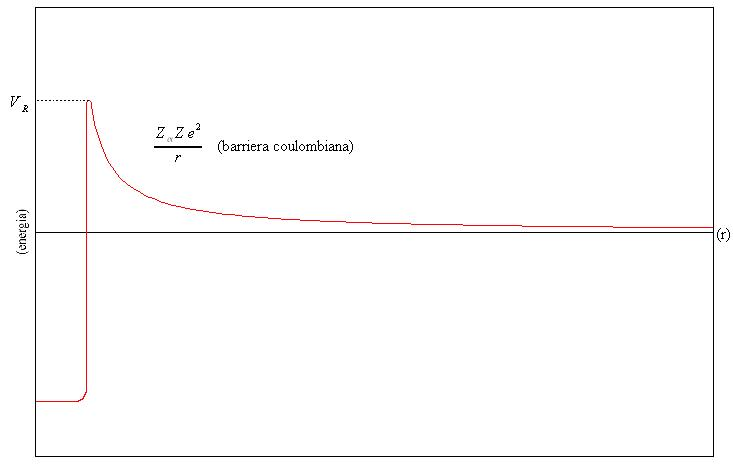
La barriera coulombiana

La barriera di Coulomb (o anche barriera coulombiana) è una barriera di potenziale riferita al potenziale di una carica elettrica. Descrive l'energia necessaria, di solito espressa in MeV, affinché una qualsiasi reazione nucleare, tra nuclei atomici o tra nuclei e particelle cariche, sia energeticamente permessa e quindi possa avvenire.
È necessario che il nucleo o particella reagente in oggetto abbia almeno energia eguale o maggiore dell'altezza di quella barriera: tale necessità è dovuta al superamento della repulsione coulombiana tra i nuclei. Una formulazione empirica di tale energia, in MeV, è la seguente:
{\displaystyle E_{b}={\frac {0,9Z_{1}Z_{2}}{A_{1}^{1/3}+A_{2}^{1/3}}}}
dove Z sono i numeri atomici e A i numeri di massa.
Un sensibile surplus energetico rispetto a Eb (7-10 MeV) determina l'emissione di un'ulteriore piccola particella. Usando energie ancora più elevate si producono molti piccoli nuclidi per spallazione. Con i moderni acceleratori di particelle è possibile produrre un'ampia gamma di reazioni nucleari sfruttando vari livelli di energia.